# 司徒琳
司徒琳（英語：Lynn A. Struve，1944年—），美国中国史学家，主要作品有《南明史：1644－1662》等。曾為美國印第安納大學歷史與東亞語言文化教授， 现在是该校退休荣誉教授，也曾担任國立中央大學歷史所客座教授。

## 經歷
司徒琳女士早年於西雅图华盛顿大学获漢語和中國文化專業學士學位。後於密歇根大學獲中國地區研究碩士和中國古代是博士学位。

## 研究方向
主要的研究領域為：十七世纪的政治與思想史、東亞與世界史研究、中國研究文獻學與史料學。

## 著作
- 最為中文學界熟知的是已有中譯本的The Southern Ming, 1644-1662（中譯：《南明史》，上海古籍，1992）。
- 主要的研究成果包括：《南明史——1644-1662》（The Southen Ming，1644-1662），紐哈芬：耶鲁大学出版社，1984年出版；
- 《历史编纂和资料索引》（A Historiography and Souroe Guide），東亞研究學會1998年出版。
- 译著《来自明清巨变的声音——虎口下的中国》（Voioes from the Ming-Qing Catadysm：China In Tigers'Jaws），紐哈芬：耶鲁大学出版社，1993年。

## 外部連結
- 印第安納大學 歷史與東亞語言文化 司徒琳教授（页面存档备份，存于）
- 學人專訪:司徒琳 教授（页面存档备份，存于）
- 司徒琳：〈儒者的創傷——《餘生錄》的閱讀（页面存档备份，存于）〉。